# Dichotomius smaragdinus
Dichotomius smaragdinus là một loài bọ cánh cứng trong họ Bọ hung (Scarabaeidae).